# 巨福呂坂

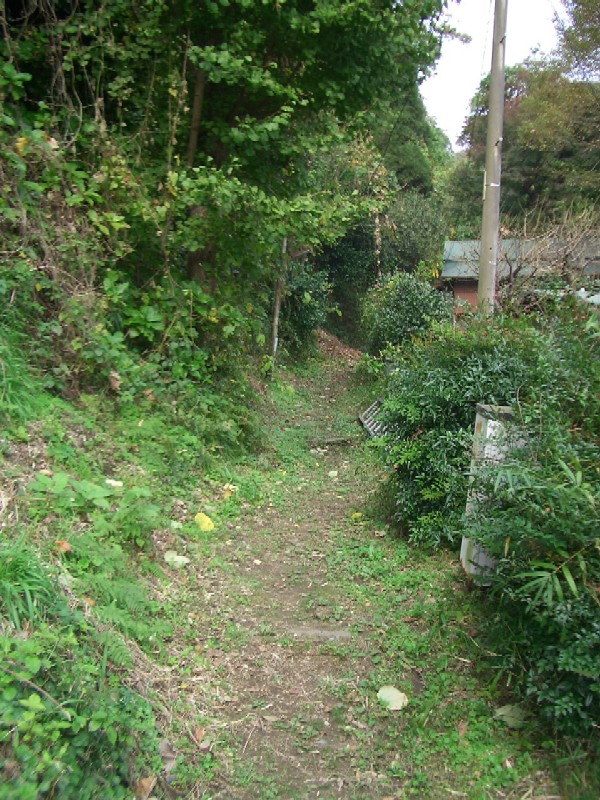
巨福呂坂（旧道）を南側（鎌倉方面）から望む（2004年11月9日撮影） - このすぐ奥は、私有地のため通行できなくなっている

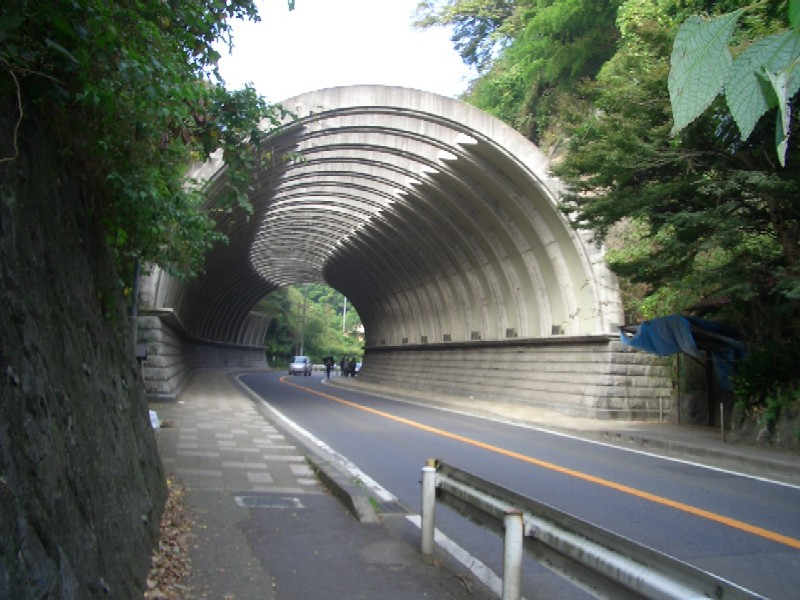
巨福呂坂洞門（新道）を南側（鎌倉方面）から望む（2004年11月9日撮影） - 1993年5月に竣工した落石防護施設。

巨福呂坂（こぶくろざか）は、神奈川県鎌倉市に存在する切通しで鎌倉七口のひとつ。小袋坂とも書く。鶴岡八幡宮裏手の雪ノ下から山之内（現在のJR北鎌倉駅付近）を結ぶ道。

## 鎌倉時代・吾妻鏡の記録
『吾妻鏡』には貞応3年（1224年）12月26日の条（※11月20日に元仁元年に改元）に四角四境祭の記述があり、その中に「所謂四境は、東六浦・南小壺・西稲村・北山内」とある。その後、文暦2年（1235年）12月20日条（※9月19日嘉禎元年に改元）の四角四境祭では小袋坂の地名が見える。この山内と小袋坂はこの場合は同じ場所、ないしは近辺と考えて良く、北鎌倉駅ホームから北側の高台に見える後の山ノ内の鎮守八雲神社がその場所に建てられたとの伝承がある。
仁治年間に鎌倉幕府執権、北条泰時が命じて作らせた切通しと一般に思われており、それを強いて否定すべき記録も無いが、『吾妻鏡』延応2年（1240年）10月10日条および10月19日条（※改元・仁治元年）に出てくるのは「山内の道路を造らる」であり、建長寺から鶴岡八幡宮寺までの峠道であるかどうかは明文ではない。なおその工事の事情は「これ嶮難の間、往還の煩い有るに依ってなり」とある。
その10年後の建長2年（1250年）6月3日の条には北条泰時の孫の北条時頼の沙汰として「山内並びに六浦等の道路」とあり、その工事の理由として、先年山内の道路を作って往来を容易にしたが崖崩れ等により土石に埋もれてしまったので、とある。
「先年」とは北条泰時が命じた工事であることは確実であろうが、この場合の山内は北条泰時にとっては現在の大船5丁目の常楽寺近辺の別業（別邸）からであり、北条時頼にとっては山内西亭（現在の明月院の近く）からの往来であって、そのルートは現在言われる巨福呂坂切通と亀ヶ谷坂切通の2つとも該当する。
鎌倉史の学者の世界では「はっきりとは判らないが建長寺前を通る峠道とみなして大過あるまい」と言うレベルである。

## 鎌倉北条氏滅亡の戦記
元弘3年（1333年）5月の鎌倉の戦いで新田義貞率いる倒幕軍をこの地で迎え撃ったと言われている。
『太平記』巻十にある「鎌倉合戦の事」によれば、新田軍は巨福呂坂方面に堀口貞満と大島守之の軍勢を派遣した。一方、鎌倉軍は赤橋守時が「洲崎」に向かったとなっており、「洲崎」は巨福呂坂切通しの西方にある古名とされている。
この時代の戦記で比較的信用されている『梅松論』では「武蔵路」は第16代執権赤橋守時が大船と深沢の間の洲埼・千代塚で戦い「一足も退かず自害す」とあり、その後の5月18日から22日の間「山内・小袋坂・極楽寺の切通以下鎌倉中の口々、合戦の鬨の声・矢叫び・人馬の足音暫しも止む時なし」とあるのみで場所を特定する手がかりは無い。

## 江戸時代初期の記述

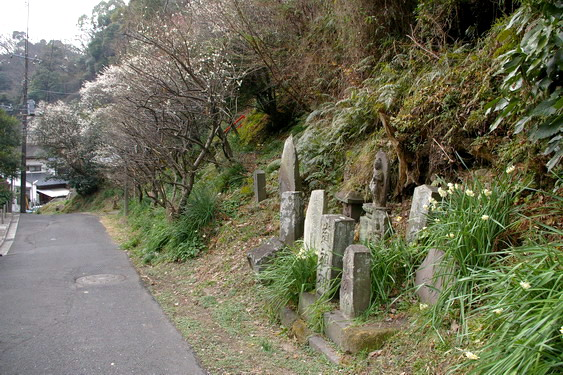
巨福呂坂の鶴岡八幡宮側、聖天坂の道祖神。（2007.02.10撮影）

「玉舟和尚鎌倉記」では「亀ヶ井坂」と「小袋坂」が分けて書かれ、徳川光圀の「鎌倉日記」になって亀ヶ井坂を「亀ヶ谷坂」、小袋坂を「巨福呂坂」と記述される。つまり、建長寺前から峠に至る道を「小袋坂」を「巨福呂坂」とした確実な文献は江戸時代初期のものである。

## 江戸時代後期の記録
「鎌倉の地名由来辞典」（三浦勝男編・東京堂出版）によると、
- 1708年（元禄16年）の大地震で108メートルに渡って倒壊
- 1788年（天明8年）、建長寺宝泉庵主印宗が建てた道造供養塔に「約220メートルの坂道を350人の助力を得て深さ60センチメートル掘り下」
- 1851年（嘉永3年）には鶴岡八幡宮寺の岩瀬一学が峰の高さを約3メートル掘り下げる普請を建長寺に申し入れ

とある。

## 明治時代の地図に見る旧道の位置

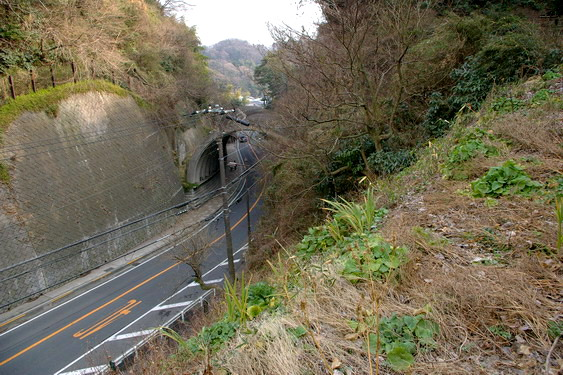
巨福呂坂旧道の位置はちょうど現在の車道の位置で手前の平場の高さかちょっと下ぐらい、電信柱の上あたりの高さであり、洞門の上あたりが峠で、そこを右に曲がっていたとおもわれる。（2007.02.10撮影）

鶴岡八幡宮の西の階段の下、今は車のお払いをするところから左に入る小路があり、ここを西に曲がるのが旧道の入口である。それをまっすぐ行くと横須賀水道トンネル、正式には「巨福呂坂送水管路ずい道」の出口があり、その右の急坂を登ると左側に「青梅聖天社」があり、そのためこの坂は聖天坂とも言われる。その少し先にはここがかつては鎌倉から遠方への道であったことを物語る庚申塔や道祖神があり、現在ではこれが唯一の古道の証明となっている。その少し先から私有地となっているため通行不可となっているが、仮に通れたとしても先はすぐに断崖絶壁となる。
1907年（明治40年）大森金五郎著「歴史地理大観・かまくら」付録「鎌倉沿革図」と1882年の「明治15年陸軍参謀本部　2万分1フランス式彩色地図」、そして現在の国土地理院1/25,000地形図を比較すると、少なくとも1868年（明治初年）、おそらく江戸時代末の巨福呂坂道旧道は巨福呂坂洞門（画像2番目）の真上で1886年（明治19年）に明治政府が新たに開鑿した新道（現在の車道と同じ位置）に交わり、若干蛇行しながら建長寺前に降りている。

## 大正時代以降の状況

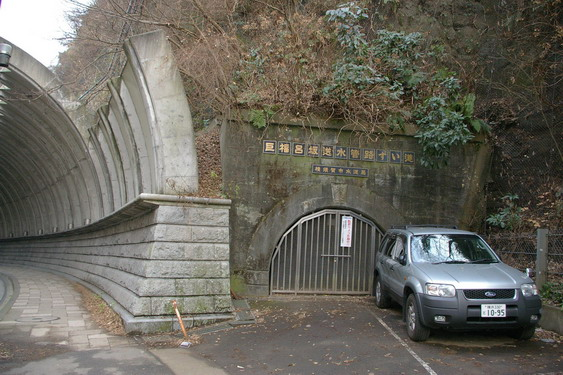
横須賀水道トンネル、正式には「巨福呂坂送水管路ずい道」の北鎌倉側1912年（明治45年）から10年の間に建設された。（2007.02.10撮影）

1912年（明治45年）から10年の間に「横須賀水道」がこの峠を通り、横須賀水道トンネル、正式には「巨福呂坂送水管路ずい道」が現在の道路の位置まで掘り下げられた。その時点では聖天坂への旧道はまた生きていたのではないかと思われる。その後、新道は1923年（大正12年）の関東大震災で壁面の崩落に遭い通行ができなくなったがその後拡張され、車両の通行が可能となり、さらに1956年（昭和31年）に拡幅工事が行われた。
そして1993年（平成5年）5月に落石防護施設として現在の吹き抜けトンネルのような「切通しを歩いている実感を損なわれないようにアーチ状の梁とし、天井開口部を大きな六角形にし、石積みの壁を造るなど雰囲気を改善」した巨福呂坂洞門が造られた。
なお、巨福呂坂は1969年（昭和44年）11月29日、国の史跡に指定されている。